# Democratische Partij (Cambodja)
De Democratische Partij (Khmer: ក្រុមប្រជាធិបតេយ្; Frans: Parti démocrate) was een politieke partij in Cambodja die van 1946 tot 1957 bestond.

## Geschiedenis
In 1946 werden er voor het eerst in de geschiedenis van Cambodja politieke partijen opgericht, waaronder de Democratische Partij (PD) waarvan prins Sisowath Youtevong (1913-1947) op 33-jarige leeftijd partijleider werd. De PD was anders dan haar belangrijkste rivaal, de Liberale Partij (PL) van prins Norodom Norindeth (1906-1975), voorstander van directe onafhankelijkheid van Cambodja ten opzichte van Frankrijk en de invoering van een parlementair stelsel en een constitutionele monarchie met beperkte macht van de koning. De partij richtte zich vooral op de middenklasse en werd gesteund door de nationalisten van de Khmer Issarak. Binnen de partij tekenden zich verschillende vleugels af, een linkervleugel, waarvan zich later enkelen bij de Khmer Rouge aansloten en een middenvleugel die vooral liberaal-democratisch georiënteerd was en werd geleid door In Tam. Bij de verkiezingen van 1946 werd de PD met 50 van de 67 zetels veruit de grootste partij in de Nationale Vergadering en werd Youtevong premier. Hij overleed in 1947 en werd opgevolgd door partijgenoot prins Sisowath Watchayavong (1891-1972) die naast het premierschap ook het voorzitterschap van de partij op zich nam. Bij de verkiezingen van 1947 bleef de PD de grootste partij, maar leverde wel iets in t.o.v. 1946.
Secretaris-generaal van de PD, Ieu Koeus, werd in 1950 vermoord. Het is nooit opgehelderd wie de moord had gepleegd. In ieder geval was de verstandhouding tussen de PD en koning Norodom Sihanouk ernstig verslechterd. De koning wilde zijn macht verder uitbouwen en wilde om die reden de grondwet aanpassen, tot groot ongenoegen van de PD. De koning lag zo vaak overhoop met de regeringen van de PD, dat hij niet schroomde de regeringen meerdere keren te ontslaan. Bij de verkiezingen van 1951 werd de PD niettegenstaande de tegenwerkingen van de koning toch weer de grootste partij van het land. Om de macht naar zich toe te kunnen trekken vormde Sihanouk een eigen politieke partij, Sangkum (1955) die de verkiezingen van 1955 won en waarbij alle andere partijen hun zetels verloren in het parlement.
In augustus 1957 werd de Democratische Partij ontbonden. Een partij met dezelfde naam werd in 1970 na de stichting van de Khmerrepubliek opgericht door In Tam en meedeed aan de verkiezingen van 1972, maar geen zetels wist te veroveren in het parlement. Na de val van de Khmerrepubliek (1975) verdween de PD van het politieke toneel. In 1990 richtte In Tam wederom een Democratische Partij op, die meedeed aan de verkiezingen van 1993, maar geen zetel wist te winnen.